# Академіск БК
«Академіск» БК (дан. Akademisk Boldklub, AB) — данський футбольний клуб з Копенгагена. 

## Історія
Заснований 1889 року. В елітному дивізіоні данського футболу провів 51 сезони (останній — 2003/04). 
Найбільше матчів у збірній Данії провели: Кнуд Люндберг (39), Поуль Петерсен (34). Бомбардири: Карл Хансен (17), Кнуд Люндберг (10).
Срібні олімпійські нагороди у складі національної збірної здобули: Чарльз Бухвальд (1908, 1912), Гаральд Бор (1908), Пауль Берт (1912), Флеммінг Нільсен (1960). Бронзові медалі на Олімпіаді-1948 отримали: Іван Єнсен і Кнуд Люндберг.

## Досягнення
Чемпіонат Данії:
- Чемпіон (9): 1919, 1921, 1937, 1943, 1945, 1947, 1951, 1952, 1967
- Друге місце (10): 1917, 1932, 1936, 1942, 1944, 1949, 1950, 1955, 1957, 1970

Кубок Данії:
- Володар (1): 1999
- Фіналіст (3): 1956, 1995, 2001

Суперкубок Данії:
- Володар (1): 1999

Чемпіонат Копенгагена
- Чемпіон (2): 1919, 1921
- Друге місце (5): 1908, 1909, 1917, 1925, 1928

Кубок Копенгагена
- Володар (6): 1936, 1942, 1944, 1945, 1950, 1951
- Фіналіст (6): 1914, 1915, 1925, 1931, 1946, 1953

Футбольний турнір
- Чемпіон (6): 1890, 1893, 1894, 1895, 1896, 1899
- Друге місце (4): 1891, 1897, 1898, 1901

## Виступи в єврокубках
| Сезон     | Раунд | Суперник  | Країна    | Вдома | На виїзді | Пер. | Н | Пор. | Голи |
| --------- | ----- | --------- | --------- | ----- | --------- | ---- | - | ---- | ---- |
| 1968–1969 | 1Р    | Цюрих     | Швейцарія | 1-2   | 3-1       | 1    | 0 | 1    | 4-3  |
| 1968–1969 | 2Р    | АЕК Афіни | Греція    | 0-2   | 0-0       | 0    | 1 | 1    | 0-2  |
| Усього    | -     | -         | -         | 1-4   | 3-1       | 1    | 1 | 2    | 4-5  |

| Сезон     | Раунд | Суперник     | Країна            | Вдома | На виїзді | Пер. | Н | Пор. | Голи  |
| --------- | ----- | ------------ | ----------------- | ----- | --------- | ---- | - | ---- | ----- |
| 1971–1972 | 1Р    | Данді        | Шотландія         | 0-1   | 2-4       | 0    | 0 | 2    | 2-5   |
| 1999–2000 | 1Р    | Грассгоппер  | Швейцарія         | 0-2   | 1-1       | 0    | 1 | 1    | 1-3   |
| 2000–2001 | КР    | Б36 Торсгавн | Фарерські острови | 8-0   | 1-0       | 2    | 0 | 0    | 9-0   |
| 2000–2001 | 1Р    | Славія Прага | Чехія             | 0-2   | 0-3       | 0    | 0 | 2    | 0-5   |
| Усього    | -     | -            | -                 | 8-5   | 4-8       | 2    | 1 | 5    | 12-13 |

| Сезон     | Раунд | Суперник        | Країна  | Вдома | На виїзді | Пер. | Н | Пор. | Голи |
| --------- | ----- | --------------- | ------- | ----- | --------- | ---- | - | ---- | ---- |
| 1970–1971 | 1Р    | Сліма Вондерерс | Мальта  | 7-0   | 3-2       | 2    | 0 | 0    | 10-2 |
| 1970–1971 | 2Р    | Андерлехт       | Бельгія | 1-3   | 0-4       | 0    | 0 | 2    | 1-7  |
| Усього    | -     | -               | -       | 8-3   | 3-6       | 2    | 0 | 2    | 11-9 |

| Сезон  | Раунд | Суперник            | Країна     | Вдома | На виїзді | Пер. | Н | Пор. | Голи    |
| ------ | ----- | ------------------- | ---------- | ----- | --------- | ---- | - | ---- | ------- |
| 1968   | Група | Тіроль Інсбрук      | Австрія    | 1-0   | 0-2       | 1    | 0 | 1    | 1-2     |
| 1968   | Група | Лозанна             | Швейцарія  | 2-2   | 0-1       | 0    | 1 | 1    | 2-3     |
| 1968   | Група | Айнтрахт Брауншвейг | Німеччина  | 0-2   | 0-0       | 0    | 1 | 1    | 0-2     |
| 1971   | Група | Герта               | Німеччина  | 0-4   | 1-3       | 0    | 0 | 2    | 1-7     |
| 1971   | Група | Цюрих               | Швейцарія  | 1-2   | 1-4       | 0    | 0 | 2    | 2-6     |
| 1971   | Група | Тренчин             | Словаччина | 0-4   | 1-3       | 0    | 0 | 2    | 1-7     |
| 1998   | 2Р    | Ворскла             | Україна    | 2-2   | 1-1       | 0    | 2 | 0    | 3-3 (г) |
| 2002   | 1Р    | БАТЕ                | Білорусь   | 0-2   | 0-1       | 0    | 0 | 2    | 0-3     |
| Усього | -     | -                   | -          | 6-18  | 4-15      | 1    | 4 | 11   | 10-33   |